# Eufriesea boharti
Eufriesea boharti är en biart som först beskrevs av Kimsey 1977.  Eufriesea boharti ingår i släktet Eufriesea, tribus orkidébin, och familjen långtungebin. Inga underarter finns listade.